# Marcusenius dundoensis
Marcusenius dundoensis es una especie de pez elefante eléctrico en la familia Mormyridae presente en los ríos Kwango, Kasai y Congo, en Angola y puede alcanzar un tamaño aproximado de 123 mm.
Respecto al estado de conservación, se puede indicar que de acuerdo a la IUCN, no existen datos suficientes para catalogar a esta especie en alguna categoría.